# Vạn Thắng (phường)
Vạn Thắng là một phường thuộc thành phố Nha Trang, tỉnh Khánh Hòa, Việt Nam.

## Địa lý
Phường Vạn Thắng có vị trí địa lý:
- Phía đông giáp phường Vạn Thạnh
- Phía tây và phía nam giáp phường Phương Sài và phường Ngọc Hiệp
- Phía bắc giáp phường Vĩnh Phước.

Phường Vạn Thắng có diện tích 0,37 km², dân số năm 2022 là 12.616 người, mật độ dân số đạt 34.097 người/km².

## Lịch sử
Tháng 9 năm 1975, thị xã Nha Trang hợp nhất quận 1 và quận 2, gồm 17 phường trong đó có phường Vạn Thắng.
Ngày 28 tháng 9 năm 2024, Ủy ban Thường vụ Quốc hội ban hành Nghị quyết số 1196/NQ-UBTVQH15 về việc sắp xếp đơn vị hành chính cấp xã của tỉnh Khánh Hòa giai đoạn 2023 – 2025 (nghị quyết có hiệu lực từ ngày 1 tháng 11 năm 2024). Theo đó, sáp nhập toàn bộ 0,37 km² diện tích tự nhiên, quy mô dân số là 12.616 người của phường Vạn Thắng vào phường Vạn Thạnh.